# 樂高玩電影系列
《樂高玩電影》是一系列根據樂高改編的美國冒險喜劇動畫電影，由華納動畫集團製作、華納兄弟發行。第一部電影《樂高玩電影》於2014年2月7日上映。

## 電影
| 電影                 | 美國上映日    | 導演                          | 編劇                                                                         | 故事                                                                              | 製片人                                                              | 發行公司 |
| -------------------- | ------------- | ----------------------------- | ---------------------------------------------------------------------------- | --------------------------------------------------------------------------------- | ------------------------------------------------------------------- | -------- |
| 《樂高玩電影》       | 2014年2月7日  | 菲爾·洛德與克里斯多福·米勒    | 菲爾·洛德與克里斯多福·米勒                                                   | 菲爾·洛德、克里斯多福·米勒、丹·哈格曼和凱文·哈格曼                                | 林暐和羅伊·李                                                       | 華納兄弟 |
| 《樂高蝙蝠俠電影》   | 2017年2月10日 | 克里斯·麥凱                   | 賽斯·葛雷恩·史密斯、克里斯·麥肯納、艾瑞克·桑默斯、傑瑞德·斯特恩和約翰·惠廷頓 | 賽斯·葛雷恩·史密斯                                                                | 林暐、菲爾·洛德、克里斯多福·米勒和羅伊·李                           | 華納兄弟 |
| 《樂高旋風忍者電影》 | 2017年9月22日 | 查理·賓、保羅·費雪和巴布·羅根 | 巴布·羅根、保羅·費雪、威廉·惠勒、湯姆·惠勒、傑瑞德·斯特恩和約翰·惠廷頓       | 希拉莉·溫斯頓、巴布·羅根、保羅·費雪、威廉·惠勒、湯姆·惠勒、丹·哈格曼和凱文·哈格曼 | 林暐、菲爾·洛德、克里斯多福·米勒、克里斯·麥凱、瑪麗安·加吉和羅伊·李 | 華納兄弟 |
| 《樂高玩電影2》      | 2019年2月8日  | 麥克·米契爾                   | 菲爾·洛德與克里斯多福·米勒                                                   | 菲爾·洛德與克里斯多福·米勒                                                        | 林暐、菲爾·洛德、克里斯多福·米勒、羅伊·李和京珂·高多                | 華納兄弟 |

### 《樂高玩電影》（2014）
該片於2014年2月7日上映，由華納兄弟發行。電影上映後獲得了近乎一致的讚譽；評論家讚揚其視覺風格、幽默、配音和溫馨的信息。電影在美國和加拿大的收入超過2.57億美元，在其他地區的收入超過2.1億美元，全球總收入超過4.69億美元。該片獲得了英國電影學院獎最佳動畫片、廣播影評人協會獎最佳動畫片獎和土星獎最佳動畫電影，更提名金球獎最佳動畫長片。此外，電影歌曲（太樂搞了）被提名為奧斯卡最佳原創歌曲獎。

### 《樂高蝙蝠俠電影》（2017）
2014年10月，華納兄弟計劃於2017年發行由蝙蝠俠主演的《樂高蝙蝠俠電影》，將《樂高玩電影2》的上映日期延遲至2018年。威爾·阿奈特回歸聲演蝙蝠俠，克里斯·麥凱執導電影，賽斯·葛雷恩·史密斯撰寫劇本，並由林暐、羅伊·李、菲爾·洛德和克里斯多福·米勒擔任製片人。2015年4月20日，電影上映日期定於2017年2月10日。麥可·塞拉加盟電影，聲演羅賓。2015年7月，查克·葛里芬納奇為聲演小丑進入最後洽談。2015年10月，蘿莎瑞·道森加盟聲演芭芭拉·高登。2015年11月，雷夫·范恩斯加盟聲演阿福·潘尼沃斯。雖然最初報導瑪麗亞·凱莉將聲演高登警長，但實際上她是聲演麥卡斯基市長。該片的首條預告片於2016年3月24日發佈。

### 《樂高旋風忍者電影》（2017）
《樂高旋風忍者：旋風術大師》的編劇和《樂高玩電影》的編寫故事的丹·哈格曼和凱文·哈格曼撰寫改編自《樂高旋風忍者》的電影版劇本。《創：崛起》的製作人查理·賓將執導電影，林暐、羅伊·李、菲爾·洛德和克里斯多福·米勒擔任製片人。電影定於2016年9月23日上映。2015年4月20日，電影延遲至2017年9月22日上映，原檔期改為《送子鳥》。 2016年6月，宣佈成龍、戴夫·法蘭科、麥可·潘納、艾比·雅各布森、庫梅爾·南賈尼、扎克·伍茲和弗萊德·阿米森加盟電影。

### 《樂高玩電影2》（2019）
2015年2月14日，《樂高玩電影》續集正式名稱為《樂高玩電影續集》（The Lego Movie Sequel）和宣佈克里斯·麥凱因執導《樂高蝙蝠俠電影》，導演一職改為羅布·施拉布。2017年2月，施拉布因「創作分歧」而離開，麥克·米契爾接任導演職務。
2018年3月23日，宣佈蒂芬妮·哈迪什加盟電影並為新的主演角色配音，克里斯·普瑞特、伊丽莎白·班克斯、威爾·阿奈特、查寧·坦圖和喬納·希爾都回歸聲演前作角色。2018年5月21日，華納兄弟正式更名為《樂高玩電影2》（The Lego Movie 2: The Second Part）同時發佈首張前導海報。2018年6月4日，首張海報發佈後宣佈首回預告將在第二天發佈。

## 取消項目

### 《億萬積木大賽》
2015年3月，華納兄弟宣布第三部樂高衍生電影命名為《億積萬木大賽》，並處於發展階段。傑森·席格爾和德魯·皮爾斯簽約共同執導電影和撰寫劇本。2017年8月2日，宣佈喬治·古提雷茲簽約執導電影，而皮爾斯離開導演一職。電影原定於2019年5月24日上映，但在2018年2月8日，宣佈古提雷茲離開了該項目。2018年7月16日，皮爾斯宣佈該片的情節，他確認該片將是一部樂高賽車電影，其靈感來自於多部賽車電影，包括《炮彈飛車》。

### 《樂高蝙蝠俠電影》續集
2018年12月5日，《樂高蝙蝠俠電影》的導演克里斯·麥凱證實，續集正處於發展階段，而他將回歸執導電影。2019年10月，宣佈電影將於2022年2月4日上映。
2021年6月10日，因為環球影業取得了樂高電影的發行權，華納兄弟宣布取消了本作的製作與發行。

## 遊戲

### 《樂高玩電影》（2014）
《樂高玩電影》是該系列中的第一款視頻遊戲，基於2014年的電影。該遊戲由TT Fusion、TT Games和Feral Interactive（用於macOS）開發，由華納兄弟互動娛樂發行。遊戲有超過100個可玩的角色。

### 《樂高次元》（2015）
《樂高次元》內含各種特許經營的角色，包括《樂高玩電影》和《樂高蝙蝠俠電影》的角色。

### 《樂高蝙蝠俠電影》（2017）
遊戲基於《樂高蝙蝠俠電影》，由華納兄弟互動娛樂發行。

### 《樂高旋風忍者電影》（2017）
遊戲基於《樂高旋風忍者電影》，由TT Fusion和TT Games開發，華納兄弟互動娛樂發行。

### 《樂高玩電影2》（2019）
遊戲基於《樂高玩電影2》。遊戲的PlayStation 4和Xbox One版本於2019年2月16日發售，任天堂Switch版本於2019年3月26日發售。

## 迴響

### 專業評價
| 電影                 | Rotten Tomatoes | Metacritic    | CinemaScore | 評論家選擇電影獎 |
| -------------------- | --------------- | ------------- | ----------- | ---------------- |
| 《樂高玩電影》       | 96% (246篇評論) | 83 (43篇評論) | A           | 91/100           |
| 《樂高蝙蝠俠電影》   | 89% (304篇評論) | 75 (48篇評論) | A–          | 85/100           |
| 《樂高旋風忍者電影》 | 55% (131篇評論) | 55 (33篇評論) | B+          | 64/100           |
| 《樂高玩電影2》      | 85% (282篇評論) | 65 (51篇評論) | A–          | 76/100           |

### 票房成績
| 電影                 | 美國上映日    | 票房收入   | 票房收入   | 票房收入    | 預算       | 參考   |
| 電影                 | 美國上映日    | 北美       | 其他地區   | 全球        | 預算       | 參考   |
| -------------------- | ------------- | ---------- | ---------- | ----------- | ---------- | ------ |
| 《樂高玩電影》       | 2014年2月7日  | 2.57億美元 | 2.11億美元 | 4.69億美元  | 6000萬美元 | [ 25 ] |
| 《樂高蝙蝠俠電影》   | 2017年2月10日 | 1.75億美元 | 1.36億美元 | 3.11億美元  | 8000萬美元 | [ 26 ] |
| 《樂高旋風忍者電影》 | 2017年9月22日 | 5928萬美元 | 6380萬美元 | 1.23億美元  | 7000萬美元 | [ 27 ] |
| 《樂高玩電影2》      | 2019年2月8日  | 1.05億美元 | 8650萬美元 | 1.92億美元  | 9900萬美元 | [ 28 ] |
| 合計                 | 合計          | 5.98億美元 | 4.97億美元 | 10.96億美元 | 3.09億美元 |        |

## 外部連結
- 互联网电影数据库（IMDb）上《樂高玩電影》的资料（英文）
- 互联网电影数据库（IMDb）上《樂高蝙蝠俠電影》的资料（英文）
- 互联网电影数据库（IMDb）上《樂高旋風忍者電影》的资料（英文）
- 互联网电影数据库（IMDb）上《樂高玩電影2》的资料（英文）